# Klarierung
Klarieren ist ein seemännischer Ausdruck und bedeutet so viel wie „klarmachen“. Als Klarierung wird in der Seeschifffahrt die Erledigung aller Pflichten bezeichnet, die dem Schiff (oder Boot) und der Ladung bei Ankunft oder der Abfahrt aus einem Hafen bei den Hafenbehörden, Ämtern oder dem Zoll erwachsen.  Dazu gehören das An- oder Abmelden (Einklarieren bzw. Ausklarieren) bei den Behörden und Ämtern, die Erledigung aller Formalitäten hinsichtlich der Besatzung, der Passagiere, Schiff und Ladung zum Zwecke der Information und Kontrolle, die Koordination von Lieferanten und Abnehmern,  die Übermittlung statistischer Daten sowie die Begleichung aller Gebühren, Steuern und Abgaben, das Erstellen der Frachtpapiere und der Ladungsdokumentation.

## Klarierungsagent
Die Klarierung eines Seeschiffes im Hafen wird vorgenommen durch den „Klarierungsagenten“ (engl. „agent“). In Deutschland wird der Klagierungsagent auch als „Schiffsmakler“ bezeichnet, wobei ein Klarierer immer ein Schiffsmakler ist, ein Schiffsmakler aber auch in anderen Bereichen arbeiten kann als in der Klarierung, daher ist diese Bezeichnung ungenau. Der Klarierungsagent arbeitet entweder im Auftrag des Reeders (owners agent) oder Befrachters (charterers agent).
Sein Entgelt wird als Klarierungsgebühr bezeichnet (englisch agency fee).
Ein Klarierungsagent hat in der Regel eine Ausbildung zum Schifffahrtskaufmann. Es gibt aber auch Quereinsteiger, vor allem aus dem Bereich der Nautischen Offiziere oder aus dem Berufsfeld Kaufmann für Spedition und Logistikdienstleistung. Vom Klarrierer werden weitreichende Kenntnisse über das befahrene Revier (Tiefgänge, Ansteuerungen, Liegeplätze) ebenso erwartet wie sehr gute Kontakte in die Hafenwirtschaft und zu den Behörden und Körperschaften wie den Lotsenbrüderschaften. Im weiteren Sinne ist der Klarierungsagent der „verlängerte Arm“ der Reederei im Anlaufhafen.

## Historisch
Die Tätigkeit eines Hafen- oder Klarierungsagenten ist ein sehr alter Beruf. Die Abmeldung bei den lokalen Gläubigern erfolgte historisch durch das Setzen des Blauen Peters 24 Stunden vor dem Lichten der Anker.